# کلارا رومیانوا
کلارا میخائیلوونا رومیانوا (روسی: Румянова, Клара Михайловна؛ ۱۹۲۹ – ۲۰۰۴) بازیگر و خواننده اهلِ روسیه بود که مابین سال‌های ۱۹۵۱ تا ۱۹۹۹ فعالیت می‌کرد.
از فیلم‌ها یا مجموعه‌های تلویزیونی که وی در آن‌ها نقش داشته است، می‌توان به چیبوراشکا، شاپوکلیاک، خرگوش بلا و گرگ ناقلا و خرگوش و سیب اشاره نمود.